# Variante del ajedrez
Una variante del ajedrez es un juego derivado, relacionado o similar al ajedrez en al menos un aspecto. La diferencia del ajedrez puede incluir una o más de las siguientes: 
- Tablero diferente (mayor o menor, forma no cuadrada o diferentes espacios dentro del tablero tales como triángulos o hexágonos en vez de cuadrados).
- Piezas mágicas diferentes de las utilizadas en el ajedrez.
- Diferentes reglas de captura, orden de movimientos, objetivo del juego, etc.

Las variantes del ajedrez nacionales que son más antiguas que el ajedrez occidental, como el chaturanga, el shatranj, el xiangqi y el Shōgi, tradicionalmente también son llamadas variantes del ajedrez en Occidente. Tienen algunos parecidos con el ajedrez y comparten un juego ancestral común.
El número de variantes del ajedrez posibles es ilimitado. David Pritchard, el autor de la Enciclopedia de Variantes del Ajedrez, estima que hay más de 2000 variantes, aunando el número de variantes publicadas. En 1998, fue creado un juego en software llamado Zillions of Games . Permite a personas que no son programadores diseñar y probar muchos tipos de variantes del ajedrez utilizando un contrario con inteligencia artificial.

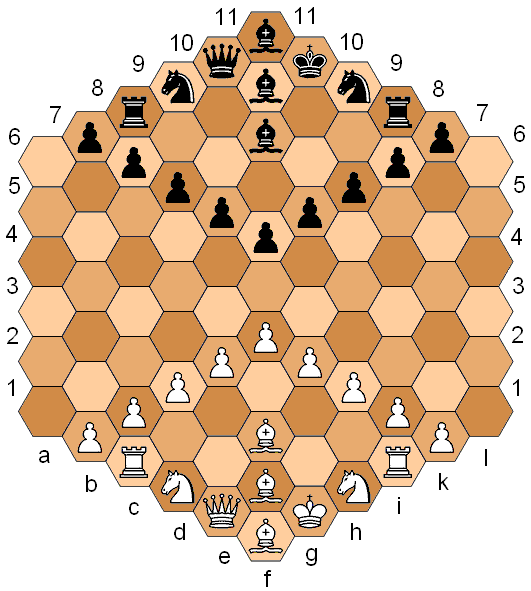
Ajedrez hexagonal de Glinski. Una de las muchas variantes del ajedrez.

En el contexto de los problemas de ajedrez, las variantes del ajedrez son llamadas ajedrez fantasía, ajedrez heterodoxo o ajedrez mágico.  Algunas variantes del ajedrez son utilizadas solo en composiciones y no para el juego.
Son variantes derivadas del ajedrez cambiando el tablero, las piezas o las reglas.

## Ajedrez con diferentes posiciones iniciales
En estas variantes, la posición inicial es diferente, pero el tablero, las piezas y las reglas son las mismas. La motivación más importante para estas variantes de ajedrez es anular los conocimientos de aperturas establecidos. 
- Ajedrez aleatorio de Fischer: la ubicación de las piezas en la 1.ª y 8.ª fila es aleatoria.
- Ajedrez desplazado: algunas piezas en la posición inicial son intercambiadas, por ejemplo, el rey y la dama blanca.
- Patt-schach: ambos bandos están configurados en una posición de ahogado (diagrama).[4] Nótese que los peones blancos se mueven hacia arriba y los negros hacia abajo. Como ambos bandos no tienen movimientos legales, la partida empieza con un movimiento ilegal. Este primer movimiento no puede ser una captura o jaque. Una posible partida puede ser: 1.Cab5 Chb4?? 2.Cc3 mate. Los peones solo pueden promocionar a piezas ya capturadas por el oponente. Si no hay tales piezas, los peones no se pueden mover a la última fila.
- Ajedrez transcendental: similar al ajedrez aleatorio de Fischer, pero las posiciones de apertura blancas y negras no son imágenes especulares la una de la otra.
- Ajedrez arriba-abajo: la posición inicial se parece mucho a la convencional, pero los peones están a un paso de la promoción.[5] La partida puede empezar, por ejemplo: 1.Cc6 Cf3 2.b8=D g1=D etc.
- Ajedrez jubilado: Las piezas iniciales son sólo el rey y los peones. Las fuerzas son muy parejas y no se producen grandes combinaciones tácticas, sino que prevalece la lucha por lograr la mínima ventaja que dará la victoria al final.[6] Existen algunas variaciones en cuanto a la promoción, que en su variante principal se limita a sólo coronar torres, lo que provoca finales complejos e interesantes.
- Ajedrez mariposa: Los peones forman líneas diagonales con los peones, el resto de las reglas y proporción de fichas es igual, fue primeramente estudiada por Ao Kin Ecab y tiene una apertura muy peligrosa.

|       |       |       |       |       |       |       |       |       |  |
|       | a8 bd | b8 nd | c8 rd | d8 bd | e8 nd | f8 kd | g8 rd | h8 qd |  |
| a7 pd | b7 pd | c7 pd | d7 pd | e7 pd | f7 pd | g7 pd | h7 pd |       |  |
| a6    | b6    | c6    | d6    | e6    | f6    | g6    | h6    |       |  |
| a5    | b5    | c5    | d5    | e5    | f5    | g5    | h5    |       |  |
| a4    | b4    | c4    | d4    | e4    | f4    | g4    | h4    |       |  |
| a3    | b3    | c3    | d3    | e3    | f3    | g3    | h3    |       |  |
| a2 pl | b2 pl | c2 pl | d2 pl | e2 pl | f2 pl | g2 pl | h2 pl |       |  |
| a1 bl | b1 nl | c1 rl | d1 bl | e1 nl | f1 kl | g1 rl | h1 ql |       |  |
|       |       |       |       |       |       |       |       |       |  |

|       |       |       |       |       |       |       |       |       |  |
|       | a8 nl | b8 rl | c8 bl | d8 kl | e8 ql | f8 bl | g8 rl | h8 nl |  |
| a7    | b7 pl | c7 pl | d7 pl | e7 pl | f7 pl | g7 pl | h7    |       |  |
| a6    | b6 pl | c6    | d6    | e6    | f6    | g6 pl | h6    |       |  |
| a5    | b5    | c5    | d5    | e5    | f5    | g5    | h5    |       |  |
| a4    | b4    | c4    | d4    | e4    | f4    | g4    | h4    |       |  |
| a3    | b3 pd | c3    | d3    | e3    | f3    | g3 pd | h3    |       |  |
| a2    | b2 pd | c2 pd | d2 pd | e2 pd | f2 pd | g2 pd | h2    |       |  |
| a1 nd | b1 rd | c1 bd | d1 kd | e1 qd | f1 bd | g1 rd | h1 nd |       |  |
|       |       |       |       |       |       |       |       |       |  |

|       |       |       |       |       |       |       |       |       |  |
|       | a8 kd | b8 qd | c8 bd | d8 bd | e8 rd | f8 nd | g8 rd | h8 nd |  |
| a7 pd | b7 pd | c7 pd | d7 pd | e7 pd | f7 pd | g7 pd | h7 pd |       |  |
| a6    | b6    | c6    | d6    | e6    | f6    | g6    | h6    |       |  |
| a5    | b5    | c5    | d5    | e5    | f5    | g5    | h5    |       |  |
| a4    | b4    | c4    | d4    | e4    | f4    | g4    | h4    |       |  |
| a3    | b3    | c3    | d3    | e3    | f3    | g3    | h3    |       |  |
| a2 pl | b2 pl | c2 pl | d2 pl | e2 pl | f2 pl | g2 pl | h2 pl |       |  |
| a1 bl | b1 rl | c1 nl | d1 kl | e1 rl | f1 nl | g1 ql | h1 bl |       |  |
|       |       |       |       |       |       |       |       |       |  |

|       |       |       |       |       |       |       |       |       |  |
|       | a8 rl | b8 nl | c8 bl | d8 ql | e8 kl | f8 bl | g8 nl | h8 rl |  |
| a7 pl | b7 pl | c7 pl | d7 pl | e7 pl | f7 pl | g7 pl | h7 pl |       |  |
| a6    | b6    | c6    | d6    | e6    | f6    | g6    | h6    |       |  |
| a5    | b5    | c5    | d5    | e5    | f5    | g5    | h5    |       |  |
| a4    | b4    | c4    | d4    | e4    | f4    | g4    | h4    |       |  |
| a3    | b3    | c3    | d3    | e3    | f3    | g3    | h3    |       |  |
| a2 pd | b2 pd | c2 pd | d2 pd | e2 pd | f2 pd | g2 pd | h2 pd |       |  |
| a1 rd | b1 nd | c1 bd | d1 qd | e1 kd | f1 bd | g1 nd | h1 rd |       |  |
|       |       |       |       |       |       |       |       |       |  |

|       |       |       |       |       |       |       |       |    |  |
|       | a8    | b8    | c8    | d8    | e8 kd | f8    | g8    | h8 |  |
| a7 pd | b7 pd | c7 pd | d7 pd | e7 pd | f7 pd | g7 pd | h7 pd |    |  |
| a6    | b6    | c6    | d6    | e6    | f6    | g6    | h6    |    |  |
| a5    | b5    | c5    | d5    | e5    | f5    | g5    | h5    |    |  |
| a4    | b4    | c4    | d4    | e4    | f4    | g4    | h4    |    |  |
| a3    | b3    | c3    | d3    | e3    | f3    | g3    | h3    |    |  |
| a2 pl | b2 pl | c2 pl | d2 pl | e2 pl | f2 pl | g2 pl | h2 pl |    |  |
| a1    | b1    | c1    | d1    | e1 kl | f1    | g1    | h1    |    |  |
|       |       |       |       |       |       |       |       |    |  |

|       |       |       |       |       |       |       |       |       |  |
|       | a8 rd | b8 nd | c8 bd | d8 qd | e8 kd | f8 bd | g8 nd | h8 rd |  |
| a7 pd | b7    | c7    | d7    | e7    | f7    | g7    | h7 pd |       |  |
| a6    | b6 pd | c6    | d6    | e6    | f6    | g6 pd | h6    |       |  |
| a5    | b5    | c5 pd | d5 pl | e5 pl | f5 pd | g5    | h5    |       |  |
| a4    | b4    | c4 pl | d4 pd | e4 pd | f4 pl | g4    | h4    |       |  |
| a3    | b3 pl | c3    | d3    | e3    | f3    | g3 pl | h3    |       |  |
| a2 pl | b2    | c2    | d2    | e2    | f2    | g2    | h2 pl |       |  |
| a1 rl | b1 nl | c1 bl | d1 ql | e1 kl | f1 bl | g1 nl | h1 rl |       |  |
|       |       |       |       |       |       |       |       |       |  |

## Ajedrez con diferentes fuerzas
Algunas variantes del ajedrez utilizan un diferente número de piezas para el blanco y el negro. Todas las piezas en estas partidas son piezas de ajedrez convencionales, no hay piezas de ajedrez mágicas.
- Ajedrez Dunsany (u Horda ajedrecística): un bando tiene piezas convencionales y el otro tiene 32 peones.
- Ajedrez con hándicap: variaciones para igualar las oportunidades de jugadores con diferente fuerza.
- Juego de peones: en la posición inicial el blanco no tiene una dama, pero tiene ocho peones adicionales. El juego fue practicado por maestros antiguos como Louis-Charles Mahé de La Bourdonnais, Alexandre Deschapelles y Lionel Kieseritzky.[7]
- Revuelta de campesinos de R.L.Frey (1947): el blanco tiene un rey y 8 peones (los campesinos) contra un rey, un peón y cuatro caballos del negro (los nobles).[1]
- Débil!: el blanco tiene las piezas normales, el negro tiene un rey, 7 caballos y 16 peones. Este juego fue practicado en el club de ajedrez de la Universidad de Columbia en los años 1960.[8]

|       |       |       |       |       |       |       |       |       |  |
|       | a8 rd | b8 nd | c8 bd | d8 qd | e8 kd | f8 bd | g8 nd | h8 rd |  |
| a7 pd | b7 pd | c7 pd | d7 pd | e7 pd | f7 pd | g7 pd | h7 pd |       |  |
| a6    | b6    | c6    | d6    | e6    | f6    | g6    | h6    |       |  |
| a5    | b5    | c5    | d5    | e5    | f5    | g5    | h5    |       |  |
| a4 pl | b4 pl | c4 pl | d4 pl | e4 pl | f4 pl | g4 pl | h4 pl |       |  |
| a3 pl | b3 pl | c3 pl | d3 pl | e3 pl | f3 pl | g3 pl | h3 pl |       |  |
| a2 pl | b2 pl | c2 pl | d2 pl | e2 pl | f2 pl | g2 pl | h2 pl |       |  |
| a1 pl | b1 pl | c1 pl | d1 pl | e1 pl | f1 pl | g1 pl | h1 pl |       |  |
|       |       |       |       |       |       |       |       |       |  |

|       |       |       |       |       |       |       |       |       |  |
|       | a8 rd | b8 nd | c8 bd | d8 qd | e8 kd | f8 bd | g8 nd | h8 rd |  |
| a7 pd | b7 pd | c7 pd | d7 pd | e7 pd | f7 pd | g7 pd | h7 pd |       |  |
| a6    | b6    | c6    | d6    | e6    | f6    | g6    | h6    |       |  |
| a5    | b5    | c5    | d5    | e5    | f5    | g5    | h5    |       |  |
| a4    | b4    | c4 pl | d4 pl | e4 pl | f4 pl | g4    | h4    |       |  |
| a3    | b3 pl | c3 pl | d3    | e3    | f3 pl | g3 pl | h3    |       |  |
| a2 pl | b2 pl | c2 pl | d2 pl | e2 pl | f2 pl | g2 pl | h2 pl |       |  |
| a1 rl | b1 nl | c1 bl | d1    | e1 kl | f1 bl | g1 nl | h1 rl |       |  |
|       |       |       |       |       |       |       |       |       |  |

|       |       |       |       |       |       |       |       |    |  |
|       | a8    | b8 nd | c8 nd | d8    | e8 kd | f8 nd | g8 nd | h8 |  |
| a7    | b7    | c7    | d7    | e7 pd | f7    | g7    | h7    |    |  |
| a6    | b6    | c6    | d6    | e6    | f6    | g6    | h6    |    |  |
| a5    | b5    | c5    | d5    | e5    | f5    | g5    | h5    |    |  |
| a4    | b4    | c4    | d4    | e4    | f4    | g4    | h4    |    |  |
| a3    | b3    | c3    | d3    | e3    | f3    | g3    | h3    |    |  |
| a2 pl | b2 pl | c2 pl | d2 pl | e2 pl | f2 pl | g2 pl | h2 pl |    |  |
| a1    | b1    | c1    | d1    | e1 kl | f1    | g1    | h1    |    |  |
|       |       |       |       |       |       |       |       |    |  |

|       |       |       |       |       |       |       |       |       |  |
|       | a8 nd | b8 nd | c8 nd | d8 nd | e8 kd | f8 nd | g8 nd | h8 nd |  |
| a7 pd | b7 pd | c7 pd | d7 pd | e7 pd | f7 pd | g7 pd | h7 pd |       |  |
| a6    | b6    | c6 pd | d6    | e6    | f6 pd | g6    | h6    |       |  |
| a5    | b5 pd | c5 pd | d5 pd | e5 pd | f5 pd | g5 pd | h5    |       |  |
| a4    | b4    | c4    | d4    | e4    | f4    | g4    | h4    |       |  |
| a3    | b3    | c3    | d3    | e3    | f3    | g3    | h3    |       |  |
| a2 pl | b2 pl | c2 pl | d2 pl | e2 pl | f2 pl | g2 pl | h2 pl |       |  |
| a1 rl | b1 nl | c1 bl | d1 ql | e1 kl | f1 bl | g1 nl | h1 rl |       |  |
|       |       |       |       |       |       |       |       |       |  |

## Ajedrez con diferentes tableros
En estas variantes se utilizan las mismas piezas y reglas que en el ajedrez convencional, pero el tablero es diferente. Puede ser mayor o menor, no cuadrado o basado en espacios triangulares hexagonales. El movimiento de las piezas en algunas variantes se modifica para tener en cuenta las propiedades inusuales del juego en el tablero.
- Ajedrez de Sucesión:[9] Variante que se practica en tableros 10x10 y se basa sobre el criterio de sucesión, donde el rey o la dama son reemplazados a favor del príncipe o de la princesa generando espectaculares sacrificios. Esta variante fue desarrollada para la inteligencia artificial basada en las redes neuronales, pero puede ser practicada entre equipos conformados por un humano y una inteligencia artificial (motor de ajedrez). Fue creada por el profesor Antonio Maravi Oyague y publicada el año 2015. Es de libre uso sin fines comerciales.
- Ajedrez de Alicia: jugado con dos tableros. Una pieza que se mueve en el tablero pasa "a través de un cristal" al otro tablero.
- Ajedrez circular: jugado en un tablero circular consistente en cuatro anillos, cada uno de 16 casillas.
- Ajedrez cilíndrico: jugado en un tablero cilíndrico con las columnas A y H "conectadas". Así, un jugador las podría utilizar como si la columna A estuviera al lado de la columna H (y viceversa).
- Ajedrez de doble ancho: se conectan dos o cuatro tableros de ajedrez convencionales, para crear una superficie de 16x8 o 16x16 y cada jugador juega con dos conjuntos completos de piezas. Debido a que cada jugador tiene dos reyes, el primer rey puede ser capturado sin terminar la partida.[10]
- Ajedrez volador: Este es jugado en un tablero de 8x8x2, teniendo un total de 128 celdas. Solo ciertas piezas se pueden mover hacia y desde un nivel adicional.
- Ajedrez en rejilla: el tablero tiene superpuesta una rejilla de líneas. Para que un movimiento sea legal, tiene que cruzar al menos una de estas líneas.
- Ajedrez hexagonal: una familia de variantes jugada en una rejilla hexagonal con tres colores y tres alfiles.
- Ajedrez infinito: el tablero tiene una forma de símbolo de infinito. Está conectado en el centro y se utilizan todas las piezas del ajedrez tradicional.[11] También existe el ajedrez infinito como concepto teórico de ajedrez en un tablero no acotado.[12]
- Ajedrez Lord Loss: jugado en cinco tableros diferentes con dos jugadores. Una persona mueve una pieza en un tablero y su contrincante puede elegir mover en un tablero diferente o en el mismo. El juego es descrito en el libro Lord Loss de Darren Shan.
- Ajedrez Los Álamos (o Ajedrez anticlerical): jugado en un tablero de 6x6 sin alfiles. Este fue el primer juego derivado del ajedrez practicado por un programa de ordenador.
- Ajedrez Millenium: similar al ajedrez de doble ancho. Dos tableros conectados por los lados, sin embargo, en esta variante las columnas centrales están unidas formando un tablero de 15x8.[13]
- Miniajedrez: una familia de variantes jugadas con piezas y reglas de ajedrez convencionales, pero en un tablero más pequeño.
- Ajedrez tridimensional: existen varias variantes que son comúnmente conocidas como "Ajedrez 3-D" desde la serie de televisión Star Trek así como una variante 3x8x8 fácilmente jugable conocida como Millennium 3D chess™.

## Ajedrez con reglas inusuales
Estas variantes tienen las mismas piezas y tablero que el ajedrez pero se cambian algunas reglas para el movimiento, la captura, etc. El objetivo del juego también puede ser diferente.
- Ajedrez del Almirante o del Barón: Cada jugador hace diez movimientos legales. Después de esto, los jugadores pueden empezar a utilizar sus movimientos para cambiar sus piezas por las del contrario. Los peones y los reyes no pueden cambiarse y los alfiles sólo pueden ser cambiados en el mismo color. Según progresa el juego y se corresponden menos piezas, los jugadores pueden cambiar cualquier pieza por peones. Los reyes solo pueden ser cambiadas con ellos mismos. Después, los peones pueden ser cambiados y finalmente los reyes se pueden cambiar por otras piezas. Los jugadores no pueden cambiar piezas que las que reemplace de jaque a sí mismo. Todos los movimientos, cambios y capturas son negociables.
- Ajedrez de Andernach: una pieza que hace una captura cambia de color.
- Ajedrez atómico: cualquier captura en una casilla da como resultado una "explosión atómica" que mata ('por ejemplo, las elimina del juego) a todas las piezas en las 8 casillas alrededor, excepto a los peones.
- Ajedrez benedictino: las piezas no pueden ser "capturadas". Si una pieza cuando se mueve pudiera capturar una pieza contraria en su siguiente movimiento, esa pieza oponente cambia de bando.[14]
- Ajedrez del manicomio: Similar a la Casa de Locos. Tiene cuatro personas y dos tableros. Las piezas capturadas pueden ser utilizadas por un compañero de equipo.
- Ajedrez del constructor: Similar al ajedrez convencional con dos nuevas formas de ganar: alineando cuatro peones en una columna o alineando 3 peones en la séptima fila.
- Ajedrez damas: se utilizan las reglas normales del ajedrez. Sin embargo, las piezas solo se pueden mover hacia delante hasta que alcancen la última fila.
- Ajedrez sin jaques: los jugadores no pueden dar jaque excepto para el jaque mate.
- Ajedrez circense: las piezas capturadas renacen en sus casillas iniciales.
- Ajedrez de colores: Una familia de alternativas que utiliza los mismos movimientos que el ajedrez tradicional pero cambiados de un juego competitivo a un juego cooperativo.
- Casa de Locos: las piezas capturadas cambian de color y pueden ser puestas en cualquier ubicación desocupada. Hay dos variantes, conocidas como ajedrez bucle y chessgi.
- Ajedrez de doble dominación: Parte de una familia de variantes que emplean ciertos aspectos de Unreal Tournament 2004. El juego se realiza al mejor de tres, con lo que al equipo derrotado se le añade un segundo tablero y el ejército del equipo ganador adquiere las piezas enemigas capturadas.
- Ajedrez extinción: Un jugador tiene que capturar todas las piezas del oponente para ganar.
- Ajedrez del Guardia (o Ajedrez islandés): permite solo la captura de una pieza que está completamente desprotegida. El mate ocurre cuando la pieza que fuerza el mate está protegida y por tanto, no puede ser capturada.[15]
- Ajedrez fantasma: variante en que la dama negra (Fantasma), se enfrenta a las filas blancas (Paradigma) y cada bando tiene una variedad de movimientos especiales.
- Ajedrez jerárquico: las piezas tienen que moverse en el siguiente orden: peón, caballo, alfil, torre, dama, rey. Un jugador que tenga la pieza correspondiente y no pueda mover, pierde la partida.
- Ajedrez de relevos de caballos: las piezas defendidas por un caballo se pueden mover como caballos.
- Ajedrez Legan: jugada con un tablero rotado 45°, la posición inicial y los movimientos de peones son ajustados de acuerdo a esta configuración.
- Ajedrez Madrasí: una pieza que es atacada por el mismo tipo de pieza del color opuesto es paralizada.
- Ajedrez monocromático: todas las piezas tienen que permanecer en el mismo color en que empiezan.
- Ajedrez patrulla: Las capturas y los jaques solo son posibles si la pieza, que realiza la captura o el jaque, está protegida por una pieza amistosa.
- Ajedrez saqueo: la pieza que captura se la permite temporalmente tomar las habilidades de movimiento de la pieza tomada.
- Ajedrez rechazo: cuando un jugador hace un movimiento el oponente puede rechazarlo o aceptarlo, forzando al jugador a cambiarlo por otro movimiento, que tiene que ser aceptado. La única excepción es cuando sólo hay un movimiento legal.
- Ajedrez de reemplazo: las piezas capturadas no son eliminadas del tablero, sino movidas por el captor a cualquier punto del tablero.[16]
- Ajedrez rifle: cuando una pieza captura otra, permanece sin moverse en su casilla original, en vez de ocupar la casilla de la pieza que ha capturado.[17]
- Ajedrez suicida: los movimientos de captura son obligatorios y el objetivo es perder todas las piezas. No hay jaques - el rey es capturado como una pieza más.
- Ajedrez 3 jaques:gana el primero que dé jaque tres veces o jaque mate.
- Ajedrez Beirut:Se juega como el ajedrez normal, pero una pieza tiene una bomba que puede explotar, eliminando todas las piezas adyacentes incluido el portador.
- Ajedrez de los caballeros Jedi: Los caballos pueden moverse tres espacios diagonalmente u horizontalmente o ambos, dependiendo de las reglas aceptadas.[18]
- TeraGambito:Es una variante de Ajedrez, con las mismas reglas del ajedrez tradicional más la posibilidad de cambiar piezas por tiempo en tu turno de juego. Cuando te toca mover, en lugar de hacerlo puedes quitar uno de tus peones o piezas a cambio de incrementar el tiempo en tu reloj. La cantidad de tiempo extra, es mayor según el valor de la pieza eliminada.[19]
- Ajedrez Casillas traicioneras. Una variante Chilena del ajedrez en el cual se incorporan las "casillas traicioneras" y las "piezas traicioneras", las "piezas traicioneras" son las piezas "normales" capturadas por el oponente en las "casillas traicioneras", una vez capturada una pieza normal en las casillas traicioneras pasa al bando del captor, las piezas traicioneras no se puede volver a convertir. Si bien tiene un estilo de conversión de piezas similar al crazy house o Shogi, este juego presenta una distinción única en la mecánica de captura: conversión sin re-conversión, extensión del turno y acciones limitadas a casillas específicas del tablero, donde cada tablero puede permitir una distribución distinta de las casillas traicioneras, permitiendo una combinación exponencial de juegos únicos. https://sites.google.com/view/ajedrezcasillastraicioneras/p%C3%A1gina-principal

## Ajedrez con información incompleta o elementos de oportunidad
En estas variantes, la suerte o la aleatoriedad a veces tiene un papel. Así, como en el póquer o el backgammon, la buena suerte o la mala suerte incluso a largo plazo con una estrategia inteligente y la consideración de probabilidades es decisivamente importante.
- Ajedrez oscuro: solo se ven las casillas en el tablero que son atacadas por tus piezas.
- Ajedrez con dados: las piezas que un jugador puede mover se determinan tirando un par de dados.
- Ajedrez heráldico: las piezas que un jugador puede mover se determinan con cartas o dados con representaciones heráldicas de las dieciséis piezas.[20]
- Ajedrez Knightmare: jugado con cartas que cambian las reglas del juego.
- Kriegspiel: ningún jugador conoce donde están las piezas del oponente, pero lo puede deducir con la información de árbitro.
- Ajedrez Sin Presión: vendido para enseñar a principiantes, la pieza o piezas que se pueden mover son determinadas por el dibujo de un mazo de cartas, en la que cada carta proporciona las reglas de cómo se puede mover la pieza.[21] No se permite el enroque y la captura al paso.
- Penúltima: una variante del ajedrez inductiva donde los jugadores tienen que deducir reglas ocultas inventadas por "Espectadores".
- Ajedrez de Schrödinger: las piezas menores de cada jugador están ocultas de tal manera que el contrario no conoce dónde están hasta que son reveladas. Cuando se cubren, los movimientos de las piezas están restringidos.[22]
- Ajedrez síncrono: los jugadores intentan anticiparse a cada otro, moviéndose simultáneamente después de grabar en privado los movimientos previstos y los resultados anticipados. Los movimientos incompatibles, por ejemplo, ir a la misma casilla sin anticipar la captura, se vuelven a jugar. Alternativamente, dos piezas moviéndose a la misma casilla, ambas son capturadas, a menos que una sea el rey, en ese caso el rey captura la otra. La partida termina con la captura del rey.

## Variantes multimovimiento
En estas variantes uno o ambos jugadores pueden mover más de una vez por turno. El tablero y las piezas en estas variantes son las mismas que en el ajedrez convencional.
- Ajedrez marsellés o ajedrez de dos movimientos: después del primer turno de la partida en la que el blanco juega un único movimiento, cada jugador mueve dos veces por turno.
- Ajedrez progresivo: (también conocido como ajedrez escocés) el blanco mueve una, después el negro mueve dos, el blanco tres y así sucesivamente.
- Ajedrez avalancha: cada movimiento consiste en un movimiento convencional de ajedrez seguido de un movimiento de un peón oponente.
- Ajedrez Kung-fu: una variante sin turnos. Cualquier jugador puede mover cualquiera de sus piezas en cualquier momento dado.
- Ajedrez monstruoso (También conocido como Super Rey): el blanco tiene el rey y cuatro peones contra todo el ejército negro pero puede hacer dos movimientos sucesivos por turno.
- Ajedrez zonal:[23] el tablero tiene alas triangulares o "zonas" a ambos lados del tablero principal de 8x8. Las damas, alfiles, y torres que empiezan en una de las casillas en cualquier zona pueden cambiar de dirección y seguir manteniendo el mismo movimiento. Una dama, por ejemplo, puede zigzaguear alrededor de una pieza que la obstruye y atacar una pieza en la zona opuesta. Nótese que el poder de cambiar de dirección solo se aplica cuando el movimiento de una pieza empieza en una zona. Es posible (utilizando la dama y la torre) cruzar el tablero de una zona a otra, pero cualquier pieza que entre en una zona no puede hacer uso del movimiento extendido.

## Variantes multijugador

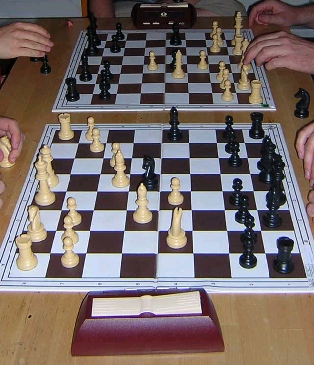
Pasapiezas, el juego en progreso.

Estas variantes aparecen del deseo de jugar al ajedrez en equipos de más de una persona:
- Bosworth: Una variante a cuatro jugadores jugada en un tablero de 6x6. Utiliza un sistema de cartas especial para engendrar piezas.
- Pasapiezas (también conocido como ajedrez del manicomio, ajedrez doble, ajedrez de intercambio, ajedrez escandinavo, ajedrez siamés, ajedrez tándem o catch a 4): dos equipos de dos jugadores enfrentados a otros dos en dos tableros. El compañero utiliza el color contrario y le pasa las piezas capturadas a su contrario. Existen versiones de más jugadores en las que el jugador central reparte las piezas a los de su equipo.
- Djambi: puede ser jugado por cuatro personas con un tablero de 9x9 y cuatro juegos de piezas especiales. Las piezas pueden capturar o mover las piezas de un adversario. Las piezas capturadas no son eliminadas del tablero, sino giradas boca abajo. Hay variantes para tres o cinco jugadores (Pentachiavel).
- Forchess: una versión a cuatro personas utilizando el tablero convencional y dos juegos de piezas convencionales.
- Ajedrez a cuatro manos (también conocida como Ajedrez 4): puede ser practicado por cuatro jugadores y utiliza un tablero especial y cuatro juegos de piezas de diferente color.
- Ajedrez a tres manos: familia de variantes del ajedrez específicamente diseñadas por tres jugadores.

## Ajedrez con piezas inusuales
Muchas de las piezas de estas variantes son tomadas prestadas del ajedrez. El objetivo del juego y las reglas también son muy parecidas a las del ajedrez. Sin embargo, estas variantes incluyen una o más piezas mágicas que se mueven de forma diferente a las del ajedrez.
- Ajedrez antirrey: utiliza un antirrey. Esta pieza está en jaque cuando no está atacada. Si el jugador tiene un antirrey en jaque y no puede moverlo a una posición atacada por el contrario, el jugador pierde. El antirrey no puede capturar piezas oponentes, pero puede capturar piezas propias. El rey no ataca al antirrey contrario. El antirrey no da jaque a su propio rey. El resto de reglas son las mismas que para el ajedrez convencional, incluyendo el jaque y el jaque mate al rey habitual. El juego fue inventado por Peter Aronson en 2002.[24]

|       |       |       |       |       |       |       |       |       |  |
|       | a8 rd | b8 nd | c8 bd | d8 qd | e8 kd | f8 bd | g8 nd | h8 rd |  |
| a7 pd | b7 pd | c7 pd | d7 pd | e7 pd | f7 pd | g7 pd | h7 pd |       |  |
| a6    | b6    | c6    | d6 fl | e6    | f6    | g6    | h6    |       |  |
| a5    | b5    | c5    | d5    | e5    | f5    | g5    | h5    |       |  |
| a4    | b4    | c4    | d4    | e4    | f4    | g4    | h4    |       |  |
| a3    | b3    | c3    | d3 fd | e3    | f3    | g3    | h3    |       |  |
| a2 pl | b2 pl | c2 pl | d2 pl | e2 pl | f2 pl | g2 pl | h2 pl |       |  |
| a1 rl | b1 nl | c1 bl | d1 ql | e1 kl | f1 bl | g1 nl | h1 rl |       |  |
|       |       |       |       |       |       |       |       |       |  |

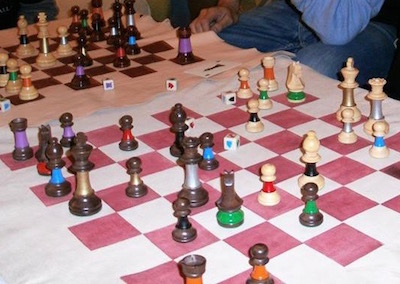
Ajedrez del Rey Batallador: partidas simultáneas de ajedrez con piezas heráldicas utilizando cartas y dados

- Ajedrez del Rey Batallador: El Rey Batallador mueve y captura a cualquier distancia del tablero en diagonal, vertical u horizontal. Tiene las siguientes limitaciones: Al recibir jaque, el Rey Batallador, para rehuirlo, solo puede mover a un paso o casilla en cualquier dirección, como el rey clásico, excepto si decide tomar por sí mismo pieza, ya sea aquella que le amenaza u otra. En todo caso, en su siguiente turno de juego, recupera toda su fuerza de desplazamiento y de ataque (siempre que no haya recibido un nuevo jaque).[25]
- Ajedrez barroco (también conocido como Última): las piezas en la primera fila se mueven como damas y las piezas en la segunda como torres. Son nombradas después de su inusual método de captura. Por ejemplo, Saltador, Inmovilizador y Coordinador.
- Ajedrez berlinés: que utiliza el Peón Berlina en vez del peón normal, el resto de cosas es igual.
- Ajedrez con diferentes ejércitos: los dos bandos utilizan diferentes conjuntos de piezas mágicas. Hay varios ejércitos de aproximadamente igual fuerza para elegir, incluyendo el ejército de ajedrez convencional.
- Ajedrez diplomático: se juega en un tablero circular de 43 casillas (divididas en tres coronas circulares de 14 casillas cada una) con una casilla central que no es ni blanca ni negra. Las fichas pueden moverse radialmente o circularmente. Una nueva pieza, el diplomático, puede sobornar piezas enemigas en vez de capturarlas.
- Ajedrez dragón: utiliza tres tableros de 8×12 uno encima del otro, con nuevos tipos de piezas.
- Ajedrez Duell: se utilizan dados en vez de piezas.
- Gess: ajedrez con piezas variables, jugado en un tablero de Go.
- Ajedrez Grasshopper: variante en la que los peones pueden promocionar a grasshopper, o en la que los grasshoppers están en el tablero en la posición inicial.
- El Maharajah y los Cipayos: el negro tiene un ejército completo de cipayos y el blanco solo tiene el Maharajah (Dama + Caballo).
- Ajedrez Omega: jugado en un tablero de 10×10 con cuatro casillas extra, una por esquina. También se utilizan dos piezas mágicas, el campeón y el Hechicero. Ambos pueden saltar otras piezas como los Caballos.
- Ajedrez mutante de bolsillo: los jugadores pueden poner una pieza temporalmente en el bolsillo y opcionalmente mutarla en otra pieza.
- Ajedrez sigiloso: jugada en la ficticia Ankh-Morpork Assassins' Guild de la serie de libros Mundodisco; jugada en un tablero 8×10. La pieza mágica es el Asesino.
- Ajedrez Rey Escorpión o Saltamontes: el rey incorpora los movimientos de la pieza poco ortodoxa llamada saltamontes. Esta pieza se mueve como la Reina, pero para hacerlo debe saltar una pieza.

#### Mezclas de alfil+caballo y torre+caballo
Hay un gran número de variantes de ajedrez que usan las piezas combinadas de alfil+caballo y torre+caballo. Son muchos los nombres que se les ha dado a estas piezas. A la combinación de torre y caballo (T+C) se le llama canciller, mariscal, emperatriz, etc. A la combinación de alfil y caballo (A+C) se le llama arzobispo, cardenal, janus, etc. Para adaptar estas nuevas piezas al juego, normalmente se utilizan tableros de 10x8 o 10x10 con dos peones adicionales a cada lado.
- Ajedrez de Capablanca: una variante del ajedrez del ex-campeón del mundo de ajedrez, José Raúl Capablanca. Jugado en un tablero de 10×8  con un ministro (T+C) y un arzobispo (A+C).
- Ajedrez Aleatorio de Capablanca: de Reinhard Scharnagl (2004). Una generalización de todas las variantes posibles del ajedrez de Capablanca con posiciones iniciales aleatorias siguiendo un método similar al utilizado en el Ajedrez aleatorio de Fischer.
- Ajedrez de embajada: de Kevin Hill (2005). Jugado en un tablero de 10×8 con un mariscal (T+C) y un cardenal (A+C). La posición inicial se toma del Ajedrez grandioso.
- Ajedrez gótico: una variante comercial de Ed Trice (2002). Jugada en un tablero 10×8 con un canciller (T+C) y un arzobispo (A+C).
- Ajedrez grandioso: de Christian Freeling (1984). Jugado en un tablero de 10×10 con un mariscal (T+C) y un cardenal (A+C).
- Ajedrez janus de Werner Schöndorf (1978). Jugado en un tablero de 10×8 con dos janus (A+C).
- Ajedrez Seirawan: inventado por el GM Yasser Seirawan en 2007. Jugado en el tablero convencional de 8x8 con un elefante (T+C) y un halcón (A+C).
- Ajedrez de Berolina: Una de las variantes más conocidas y  tradicionales del ajedrez. Jugado en el tablero convencional de 8x8 con los peones de berolina. También se le conoce como Ajedrez Berlinés.

## Juegos inspirados por el ajedrez
Estas variantes del ajedrez son muy diferentes del ajedrez y pueden ser clasificadas como juegos de tablero abstractos en vez de variantes de ajedrez.
- Arimaa:  juego inspirado por la derrota de Garry Kasparov por el ordenador Deep Blue. Este juego es fácil de comprender para las personas, pero es difícil que jueguen bien las computadoras.
- Guerra de Ajedrez: complejo juego de estrategia jugado con piezas y tablero de ajedrez.[28]
- Ajedrez marciano: Se juega con piezas de forma piramidal denominadas Icehouse.
- Ajedrez con Cartas de Fernando Jaume Saura (1988): Se juega con las cartas de una baraja que señalan qué pieza ha de moverse, siendo As= La Torre K= El Rey Q= La Reina J= El Alfil/Obispo 10= El Caballo 2, 3 y 4= Peón

## Variantes de Ajedrez para escolares
|       |       |       |       |       |       |       |       |    |  |
|       | a8    | b8    | c8    | d8    | e8    | f8    | g8    | h8 |  |
| a7 pd | b7 pd | c7 pd | d7 pd | e7 pd | f7 pd | g7 pd | h7 pd |    |  |
| a6    | b6    | c6    | d6    | e6    | f6    | g6    | h6    |    |  |
| a5    | b5    | c5    | d5    | e5    | f5    | g5    | h5    |    |  |
| a4    | b4    | c4    | d4    | e4    | f4    | g4    | h4    |    |  |
| a3    | b3    | c3    | d3    | e3    | f3    | g3    | h3    |    |  |
| a2 pl | b2 pl | c2 pl | d2 pl | e2 pl | f2 pl | g2 pl | h2 pl |    |  |
| a1    | b1    | c1    | d1    | e1    | f1    | g1    | h1    |    |  |
|       |       |       |       |       |       |       |       |    |  |

Las siguientes variantes de ajedrez son algunos de los recursos que suelen usarse en la iniciación a la enseñanza al ajedrez.   
- Carrera de Peones: Juegan 8 peones blancos contra 8 peones negros y el primer jugador que logre llegar al final del tablero gana la partida.
- Batalla de Peones: Juegan 16 peones blancos contra 16 peones negros. Ganar el jugador que logre capturar más peones al terminar la partida.
- Galopada de Peones: Juegan 8 peones blancos contra 8 peones negros, cada vez que un peón llega a la última fila, se tira un dado y ese peón se transforma en la pieza indicada. Gana el jugador que logre capturar más peones.
- Gatodrez (o Tatedrez): Juego que combina al clásico Ta-Te-Ti con el ajedrez. Se juega en un tablero de 3x3 y se suele jugar con una Torre, un Caballo y Alfil por cada bando.
- Peones locos (de Javier Moreno): Se juega como al ajedrez normal, pero en vez de ganar haciendo jaque mate, gana el que logre capturar primero los 8 peones del adversario. Gracias a esta innovadora propuesta, se refuerza la noción de sacrificio teórico en los chavales.
- Ajedreteo (de Santiago del Río Porras): Se trata de una variante de ajedrez que combina inteligencia y cultura mediante la gamificación y la transversalidad con integración social y familiar.
- Ajedrez con Cartas Mágicas: (de MF Marina Rizzo) Consiste en jugar con un mazo de cartas el cual contiene piezas. A cada turno, los jugadores deberán sacar una carta y mover la pieza que está indica. De vez en cuando, encontrarás "Cartas sorpresas" que modifican el transcurso de la partida. Gana quien logre capturar primero al Rey contrario.
- Ajedrez con Cartas de la Suerte: (de GM Miguel Illescas) Variante de ajedrez con Cartas ideado por el GM español. El mazo contiene cartas especiales y divertidos objetivos a cumplir durante la partida.
- Caballito Gordinflón: Se juega con un caballo por cada bando y 62 monedas en el tablero con diferentes valores. El jugador que logre capturar el mayor puntaje al finalizar la partida es el ganador.
- OcaChess (de Miguel Malo y Pilar Cordero): Se trata de un innovador juego que combina la oca y el ajedrez.
- Caballito Multiplicador (de Cesar Monroy Herrera): Se juega en un tablero en donde se disponen 6 tablas de multiplicar mediante fichas.  Cada tabla está identificada por un color. Los jugadores que deberán capturar a salto de caballo 3 tablas completas.
- Choque de Reyes: Se juega con 2 reyes 14 fichas numeradas. Los reyes comienza en su posición inicial y 14 fichas se reparten aleatoriamente en el tablero. El jugador blanco deberá comer las fichas impares mientras que el jugador negro tendrá que comer las pares. Gana el primero que logre comer todos sus fichas objetivos. Si uno de los jugadores come una ficha equivocada, pierde el turno.
- Laberintos de Ajedrez ( de Emilio Torres Lobaina): Con una sola pieza se van comiendo distintas fichas (canicas, dulces, tapas de refresco, piedritas, etc ) dentro de un tablero de ajedrez, siguiendo un orden determinado previamente. Los ejercicios con laberintos son muy útiles a la hora de reforzar el movimiento de una pieza en particular.
- Hawking Chess: Al comienzo de la partida, cada jugador elige 4 casillas dentro del tablero las cuales actuarán como uno "Agujero de gusano". O sea, cada vez que una pieza cae en una de esas casilla, el jugador deberá teletransportar la pieza  a cualquiera de las otra 3.
- Tablernícolas (de Sergio Fernández Ayuso): Se juega con una baraja en la que aparecen impresos los 64 escaques de un tablero de ajedrez. Se trata de ir colocando piezas en las coordenadas que indiquen las cartas a medida que se sacan de la baraja, pulsando siempre el reloj (se juega a 1 minuto).
- Alfiles Misteriosos Con tapones o cartulinas numeradas del 1 al 5 y boca abajo, cada alfil debe completar la serie de forma ordenada, del 1 al 5. Si al levantar el primer tapón es un 3, lo vuelve a dejar en la casilla en la que estaba, y sigue jugando en busca del n.º 1, memorizando dónde queda el 3 para cuando le toque capturarlo
- Ajedrez de proyectil Es una variación que usa un concepto moderno de misiles. El tablero tiene 2 montañas de 8x4 (más elevados). Tienes tus 8 peones como siempre más 8 peones escondidos por detrás. Puedes lanzar tus peones a las piezas del oponente y los que caigan (incluyendo el peón lanzado) mueren. No puede subir las piezas a la montaña oponente o la suya si bajaron al campo de batalla (Tablero 8x8) a menos que hayan muerto todos los peones de arriba (no los escondidos) Todas las demás reglas funcionan igual que el original.

## Juegos nacionales relacionados con el ajedrez

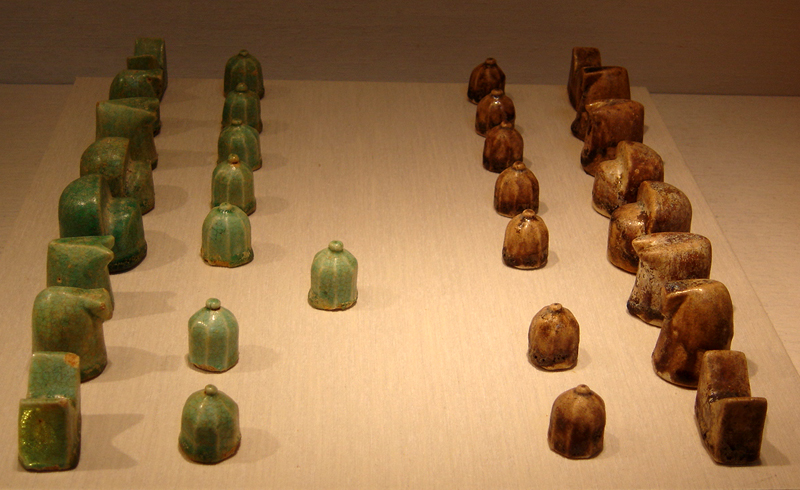
Shatranj establecido en el.

Algunos de estos juegos se han desarrollado de forma independiente, mientras otros son ancestros o familiares del ajedrez moderno. No obstante, son potencialmente definibles como variantes del ajedrez (con algunas posibles dificultades). La popularidad de estas variantes del ajedrez puede estar limitada a sos respectivos lugares de origen (como es el caso del shogi), o a nivel mundial, como es el caso del xiangqi que es jugado además de en China, en cualquier lugar del mundo. Estos juegos tienen sus propias instituciones y tradiciones. 
- Chaturanga: un antiguo juego de la India que presume ser el origen del ajedrez y otros juegos nacionales relacionados con el ajedrez.
- Chaturaji: versión de cuatro jugadores del Chaturanga, jugado con un dado.
- Shatranj: un antiguo juego persa, derivado del Chaturanga.
- Ajedrez de Tamerlán: una variante significativamente expandida del Shatranj.
- Xiangqi: China.
- Jungla (o ajederez animal): China.
- Banqi (o ajedrez medio chino): China.
- Shōgi: Japón.
- Janggi: Corea.
- Makruk: Tailandia.
- Sittuyin: Birmania.
- Shatar: Mongolia.

## Software de variantes del ajedrez
Algunos programadores han creado aplicaciones autónomas que pueden jugar a una, muchas o un número ilimitado de variantes.
- Zillions of Games: soporta un número ilimitado de variantes del ajedrez. Una persona puede escribir su propio archivo de reglas para crear y jugar a casi todas las variantes del ajedrez, así como casi cualquier juego de tablero de estrategia abstracto.
- ChessV: soporta alrededor de 50 variantes del ajedrez, incluyendo variantes tan populares como el Ajedrez grandioso, el Shatranj, el Ajedrez de tres jaques o el último.
- SMIRF: soporta todas las variantes del Ajedrez aleatorio de Fischer en tableros 8x8 y todas las variantes del Ajedrez Aleatorio de Capablanca en un tablero de 10x8.
- Gothic Vortex: juega el Ajedrez gótico.
- Sunsetter: motor de ajedrez convencional, casa de locos y pasapiezas (código libre).
- Sjeng: además de la casa de locos y el pasapiezas, soporta otras variantes del ajedrez.

### General
- La Página de las Variantes del Ajedrez
- La wiki de las Variantes del Ajedrez
- Sociedad Británica de Variantes del Ajedrez
- Variedad de Ajedrez del mundo antiguo
- La Familia del Ajedrez - Historia e Información Útil
- Base de datos de variantes del ajedrez - contiene partidas de ajedrez atómico, ajedrez pierde-gana y variantes "salvajes".
- Applets de Variantes del Ajedrez Archivado el 15 de marzo de 2008 en Wayback Machine.
- Ajedrez Heterodoxo
- Dynchess una nueva variante de ajedrez
- Ajedrez del Rey Batallador - Juegos heráldicos con cartas y dados

### Colecciones
Además de las variantes individuales de ajedrez con popularidad, las grandes colecciones (generalmente reconocidas de respetable calidad) se han creado otras por varios inventores:
- Zillions Chess Variants de Karl Scherer
- Página de Juegos de Tablero de Peter Aronson
- Variantes del Ajedrez João Pedro Neto
- Variantes del Ajedrez (Zillions) de Mats Winther
- Juegos de Variantes del Ajedrez de George Jelliss
- Variantes del Ajedrez de Jean-Louis Cazaux

- Datos: Q299191
- Multimedia: Chess variants / Q299191